# Ploceus nelicourvi
El tejedor malgache (Ploceus nelicourvi) es una especie de ave paseriforme de la familia Ploceidae endémica de Madagascar. Estudios recientes lo sitúan en el género Nelicurvius junto a su pariente más cercano, el tejedor sakalava. Es un pájaro de aspecto similar a un gorrión que mide unos 15 cm y pesa entre 20–28 g. Los machos tienen el pico negro, al igual que su rostro, mientras que su nuca y cuello son amarillos, partes superiores verde oliváceas, con plumas de vuelo negruzcas con bordes verdosos. Su vientre es gris, y las coberteras inferiores de la cola son de color castaño. El plumaje de los machos fuera de la época de cría es grisáceo moteado con la cabeza verde. Las hembras en la época de cría tienen la parte frontal de la cabeza amarilla y la posterior verde olivácea, con una ancha lista superciliar amarilla. Las hembras en época de cría tienen la cabeza y el pecho amarillo con una mancha olivácea en las auriculares. Construye nidos aislados con forma de retorta que cuelgan de las ramas, lianas y bambús. Se alimentan principalmente de insectos, que buscan en solitario o en pequeños grupos, a menudo en compañía del bulbul tetraka. Su hábitat natural son los bosques húmedos de montaña y tierras bajas. Según su estado de conservación se clasifica como especie bajo preocupación menor.

## Descripción
El tejedor malgache es un pájaro de aspecto similar a un gorrión que mide unos 15 cm y pesa entre 20–28 g. Durante la época de cría los machos tienen la una mancha negra en la cabeza que ocupa su Píleo (aves), frente y laterales del rostro. Su pico también es negro. El resto de la cabeza, cuello y cuello y parte superior del pecho son amarillos que se difumina en verde con el resto del cuerpo. Sus ojos son rojizos y las patas son entre negruzcas y pardo grisáceas. La parte inferior del pecho y vientre son de color gris azulado, que se extiende por sus flancos. Sus plumas de vuelo son negruzcas, con los bordes amarillo verdosos en las primarias, y de un verde más oliváceo en las de la base del ala. El álula y las coberteras primarias son negruzcas, mientras que el resto de coberteras con de color verde oliváceo. La parte inferior de las alas son de color gris claro, con cierto tono amarillento. Sus hombros y la base de la cola también son de color verde oliváceo, mientras cas coberteras de que la parte inferior de la cola son de color castaño y las réctrices son negruzcas y verde oliváceas. En el plumaje no reproductivo del macho, el negro de la cabeza se vuelve verde oliváceo, con moteado gris oscuro y una estrecha lista superciliar amarilla.
El plumaje reproductivo de las hembras tiene la parte frontal de la cabeza amarilla, y gradualmente se vuelve verde oliváceo, salvo en una lista superciliar posterior amarilla. En cambio, su lorum es de color grisáceo verdoso oscuro. Su cabeza está rodeada por un ancho collar amarillo que va de la garganta a la parte superior del pecho. El resto del plumaje de la hembra es idéntico al del macho.
El tejedor malgache se distingue de su pariente cercano el tejedor sakalava, que tiene el plumaje estriado. Sus parientes más lejanos el fodi forestal y el fodi rojo son fácimente diferenciables por sus partes inferiores de color rojo.

## Taxonomía
El tejedor malgache fue descrito científicamente por el naturalista italiano Giovanni Antonio Scopoli en 1786, con el nombre de Parvus nelicourvi. La descripción se basó en un espécimen que Pierre Sonnerat, un explorador y naturalista francés, recolectó en su estancia en Madagascar de 1770, en la costa oriental, posiblemente cerca en Fort Dauphin. El nombre del género original Parvus es la palabra latina que significa «pequeño» y el nombre de la especie, nelicourvi, deriva de la palabra tamil «nellukuruvi», un pájaro de Sri Lanka. En 1789, Johann Friedrich Gmelin la nombró como Loxia pensilis, basándose en la descripción del ornitólogo inglés John Latham, que no proporcionaba ningún nombre binomial. En 1827, el zoólogo inglés George Shaw lo trasladó al género Ploceus, como L. pensilis. En 1850, Charles Lucien Bonaparte lo asignó a su recién creado género Nelicurvius, pero este género no fue ampliamente aceptado, y la especie quedaría en el género Ploceus como Ploceus nelicourvi, que era el nombre con prioridad por ser el correspondiente con la primera descripción.
La especie se ha incluido durante mucho tiempo en el género Ploceus, perteneciente a la subfamilia Ploceinae. Estudios genéticos recientes indican que el género Ploceus sería polifilético, y que para corregir esta descripción habría que excindirlo o incluir en él a casi toda la familia Ploceinae. Ploceinae puede divirse en dos grupos. En el primer grupo los obispos (género Euplectes) forman un clado cercanamente emparentado con los géneros Foudia y Quelea que son los parientes más cercanos de las especies de Ploceus asiáticas:P. manyar, P. philippinus, P. benghalensis, P. megarhynchus, (y P. hypoxanthus, aunque todavía sin comprobar). Como Georges Cuvier estableció a P. philippinus como la especie tipo del género, estas cinco especies son las que tendrían que permanecer asignadas al género Ploceus. El segundo grupo contendría un clado con las especies  que viven en Madagascar hasta ahora incluidas en el género Ploceus: P. nelicourvi y P. sakalava, bastante distintas morfológicamente del resto del género. Estas dos especies podrían asignarse al género Nelicurvius que fue descrito en 1850 por Bonaparte, pero que después fue englobado dentro del género Ploceus. Este grupo contrendría además al resto de integrantes del género Ploceus, a los géneros Malimbus y Anaplectes.

| "Ploceus verdaderos" | Las 5 especies asiáticas de Ploceus                             |
|                      | Las 5 especies asiáticas de Ploceus                             |
|                      | \| \| género Foudia \| \| \| \| \| \| género Quelea \| \| \| \| |
|                      |                                                                 |
|                      | género Foudia                                                   |
|                      |                                                                 |
|                      | género Quelea                                                   |
|                      |                                                                 |

|  | género Foudia |
|  |               |
|  | género Quelea |
|  |               |

| "Ploceus verdaderos" | Las 5 especies asiáticas de Ploceus                             |
|                      | Las 5 especies asiáticas de Ploceus                             |
|                      | \| \| género Foudia \| \| \| \| \| \| género Quelea \| \| \| \| |
|                      |                                                                 |
|                      | género Foudia                                                   |
|                      |                                                                 |
|                      | género Quelea                                                   |
|                      |                                                                 |

|  | género Foudia |
|  |               |
|  | género Quelea |
|  |               |

| "Ploceus verdaderos" | Las 5 especies asiáticas de Ploceus                             |
|                      | Las 5 especies asiáticas de Ploceus                             |
|                      | \| \| género Foudia \| \| \| \| \| \| género Quelea \| \| \| \| |
|                      |                                                                 |
|                      | género Foudia                                                   |
|                      |                                                                 |
|                      | género Quelea                                                   |
|                      |                                                                 |

|  | género Foudia |
|  |               |
|  | género Quelea |
|  |               |

| "Ploceus verdaderos" | Las 5 especies asiáticas de Ploceus                             |
|                      | Las 5 especies asiáticas de Ploceus                             |
|                      | \| \| género Foudia \| \| \| \| \| \| género Quelea \| \| \| \| |
|                      |                                                                 |
|                      | género Foudia                                                   |
|                      |                                                                 |
|                      | género Quelea                                                   |
|                      |                                                                 |

|  | género Foudia |
|  |               |
|  | género Quelea |
|  |               |

| "Nelicurvius restaurado" | \| \| P. nelicourvi \| \| \| \| \| \| P. sakalava \| \| \| \|                 |
|                          | \| \| P. nelicourvi \| \| \| \| \| \| P. sakalava \| \| \| \|                 |
| "Malimbus extendido"     | Todas las especie del continente africano de "Ploceus", Malimbus y Anaplectes |
|                          | Todas las especie del continente africano de "Ploceus", Malimbus y Anaplectes |
|                          | P. nelicourvi                                                                 |
|                          |                                                                               |
|                          | P. sakalava                                                                   |
|                          |                                                                               |

|  | P. nelicourvi |
|  |               |
|  | P. sakalava   |
|  |               |

| "Ploceus verdaderos" | Las 5 especies asiáticas de Ploceus                             |
|                      | Las 5 especies asiáticas de Ploceus                             |
|                      | \| \| género Foudia \| \| \| \| \| \| género Quelea \| \| \| \| |
|                      |                                                                 |
|                      | género Foudia                                                   |
|                      |                                                                 |
|                      | género Quelea                                                   |
|                      |                                                                 |

|  | género Foudia |
|  |               |
|  | género Quelea |
|  |               |

| "Ploceus verdaderos" | Las 5 especies asiáticas de Ploceus                             |
|                      | Las 5 especies asiáticas de Ploceus                             |
|                      | \| \| género Foudia \| \| \| \| \| \| género Quelea \| \| \| \| |
|                      |                                                                 |
|                      | género Foudia                                                   |
|                      |                                                                 |
|                      | género Quelea                                                   |
|                      |                                                                 |

|  | género Foudia |
|  |               |
|  | género Quelea |
|  |               |

| "Ploceus verdaderos" | Las 5 especies asiáticas de Ploceus                             |
|                      | Las 5 especies asiáticas de Ploceus                             |
|                      | \| \| género Foudia \| \| \| \| \| \| género Quelea \| \| \| \| |
|                      |                                                                 |
|                      | género Foudia                                                   |
|                      |                                                                 |
|                      | género Quelea                                                   |
|                      |                                                                 |

|  | género Foudia |
|  |               |
|  | género Quelea |
|  |               |

| "Ploceus verdaderos" | Las 5 especies asiáticas de Ploceus                             |
|                      | Las 5 especies asiáticas de Ploceus                             |
|                      | \| \| género Foudia \| \| \| \| \| \| género Quelea \| \| \| \| |
|                      |                                                                 |
|                      | género Foudia                                                   |
|                      |                                                                 |
|                      | género Quelea                                                   |
|                      |                                                                 |

|  | género Foudia |
|  |               |
|  | género Quelea |
|  |               |

| "Nelicurvius restaurado" | \| \| P. nelicourvi \| \| \| \| \| \| P. sakalava \| \| \| \|                 |
|                          | \| \| P. nelicourvi \| \| \| \| \| \| P. sakalava \| \| \| \|                 |
| "Malimbus extendido"     | Todas las especie del continente africano de "Ploceus", Malimbus y Anaplectes |
|                          | Todas las especie del continente africano de "Ploceus", Malimbus y Anaplectes |
|                          | P. nelicourvi                                                                 |
|                          |                                                                               |
|                          | P. sakalava                                                                   |
|                          |                                                                               |

|  | P. nelicourvi |
|  |               |
|  | P. sakalava   |
|  |               |

No se reconocen subespecies diferenciadas de tejedor malgache.

## Distribución y hábitat
El tejedor malgache es endémico de las isla de Madagascar. Se encuentra en los bosques húmedos que surgan el este de Madagascar a lo largo de las Tsanatanana de norte a sureste. También está presente en la costa este hasta casi Tôlanaro en el sureste. Se puede encontrar desde el nivel del mar hasta los 2100 metros de altitud en el parque nacional Marojejy, aunque principalmente se encuentra alrededor de los 1500 m s. n. m. En el extremo norte existe una población aislada en el Parque nacional de la Montaña de Ámbar. Su hábitat principal son los bosques húmedos de montaña o tierras bajas, pero también se encuentra en bosques esclerófilos de montaña y zonas de matorral.

## Comportamiento y ecología

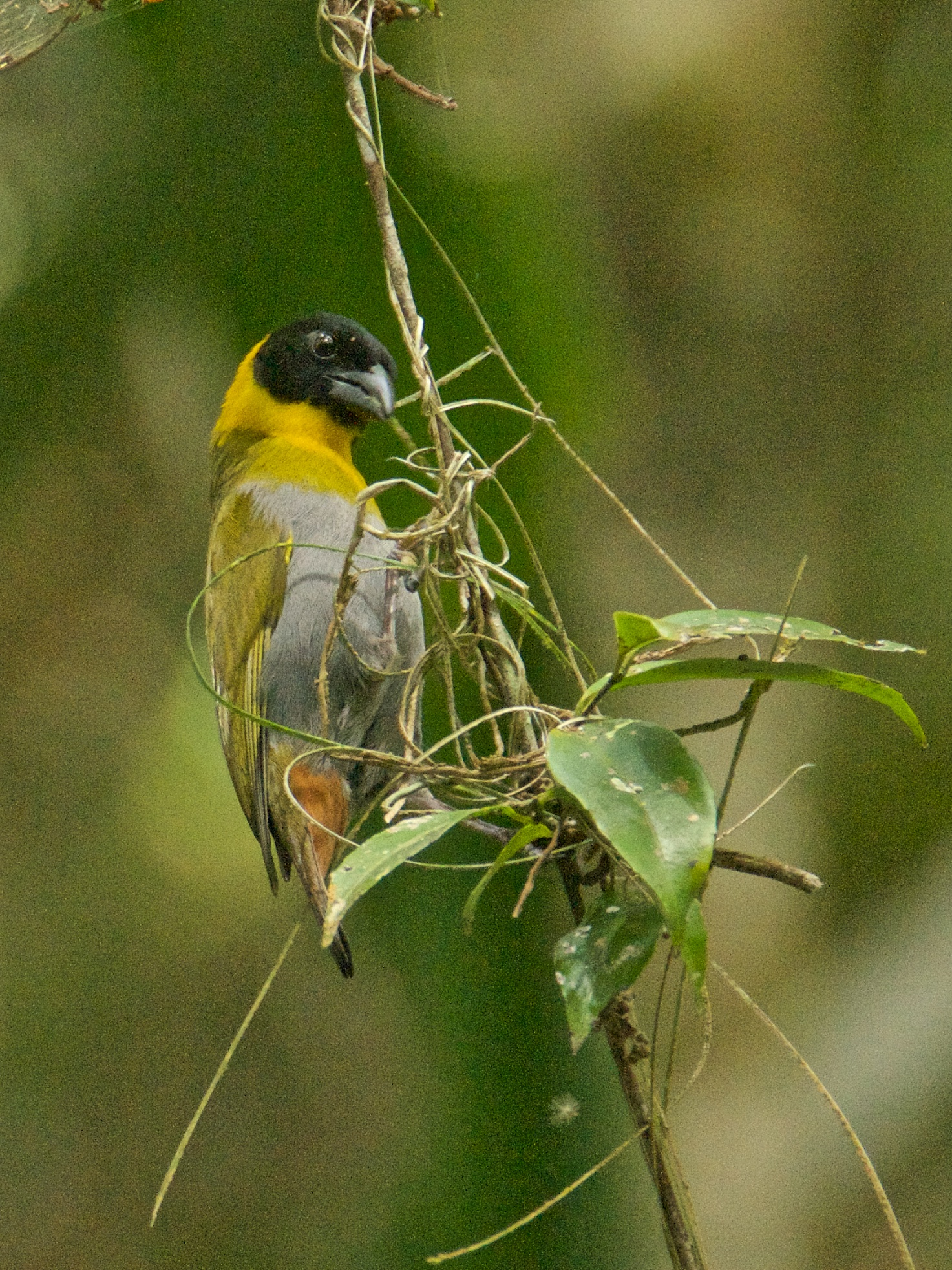
Macho iniciando un nido.

Los tejedores malgaches puede encontrarse desde el suelo del bosque a su dosel, pero prefiere los niveles medios. Suele deambular solo, en parejas o grupos de tres, pero también puede encontrarse en pequeñas bandadas mixtas con bulbules tetraka. No se concentra en bandadas grandes. El tejedor malgache es un pájaro ágil y activo que suele hacer bastante ruido. Busca insectos sobre las hojas, las ramas y colgandose de las lianas y ramitas más finas. Busca presas entre las hojas enrollada como las de las especies de Aframomum y entre la hojarasca del suelo, sondeando entre las grietas, y abriendo los tallos muertos. También destroza flores en busca de néctar. Se alimenta principalmente de artrópodos (escarabajos, chinches, mariposas, orugas, libélulas, saltamontes, beetles, bugs, butterflies, caterpillars, dragonflies, flies, grasshoppers, saltahojas, insectos palo, milpiés y arañas) a veces también consume pequeños vertebrados (lagartijas y camaleones), además de algo de néctar, frutos y probablemente semillas.

### Reproducción
La especie es monógama y tiene relaciones duraderas. No crían en colonias y sus nidos se construyen distanciados unos de otros, aunque en ocasiones dos nidos están separados pou unos pocos metros. En primavera lo machos realizan sus exhibiciones de cortejo posados en ramas horizontales, aeteando con las aas bajas mientras cantan. E apareamiento empieza al sexto día de la construcción del nido. El macho aullenta a cualquier ave del nido, posiblemente para evitar la puesta de huevos de otras parejas o cucos. La puesta se produce entre octubre y marzo, que corresponde al final de la estación seca y el inicio de la estación de las lluvias. Pueden construir nidos tan pronto como en agosto, lo que no es señal siempre de que se intente la cría inmediatamente. Los nidos son muy visibles y generalmente se encuentran al descubierto y lejos de la vegetación circundante, adosado a una rama, tallo de bambú o una liana, colgando a una altura entre los 2 y 8 metros. El nido sujeto a su soporte por una cuerda larga de unos 10-30 cm. El nido tiene forma de retorta, con una cámara de anidamiento oval de unos 12-22 cm de alto y un diámetro de 10-18 cm y una manga en lo alto como entrada, tan larga al menos como el resto del nido. Está construido firmemente con hierba, juncos, y hojas de palma, con el interior de la cámara forrado con fibras de palma. El macho construye la estructura del nido mientras la hembra trae material del revestimiento. La construcción tarda aproximadamente doce días. La puesta suee constar de uno a cuatro huevos (la mayoría de las veces tres). Los huevos tienen forma oval, son lisos, algo brillantes y de coloración variable verde azulada, con unos 20½ mm de largo y 15 mm de diámetro. Los huevos son incubados solo por la hembra, durante quince días hasta la eclosión. El macho carece de placa de incubación. Los dos progenitores alimentan a los polluelos y retiran los sacos fecales.